# Arquidiocese de Tarragona
A Arquidiocese de Tarragona (Archidiœcesis Tarraconensis) é uma arquidiocese da Igreja Católica situada em Tarragona, na Catalunha. É fruto da elevação da diocese de Tarragona. Seu atual arcebispo é Joan Planellas i Barnosell. Sua Sé é a Basílica Catedral Metropolitana i Primada de Santa Tecla.
Possui 200 paróquias, 3 vigarias maiores e várias instituições religiosas.

## História
Segundo a tradição, o surgimento da Diocese tem a ver com a visita de São Paulo de Tarso a Tarraco, então importante cidade na Hispânia. No tempo em que foram feitas as perseguições aos cristãos promovidas por Galiano e Valeriano, foram queimados no anfitreatro da cidade Frutuoso, bispo da Diocese, junto com Augúrio e Eulógio, diáconos, no dia 21 de janeiro de 259. As atas desse martírio figuram como uma das sete consideradas autênticas pela Igreja Católica, sendo as mais antigas da Península Ibérica, constituindo os mais antigos escritos sobre o Cristianismo, o que supõe uma Igreja organizada na cidade.
Em 385, o bispo Himerio consulta ao Papa Dâmaso I, para tirar dúvidas sobre a disciplina eclesiástica. Com a morte de São Dâmaso, Himerio consulta seu sucessor, o Papa Sirício. Dessa forma, surge o primeiro decreto papal para um bispo da Igreja Católica do Rito Romano, quem manda que faça cumprir suas prescrições aos bispos de sua província e também aos galegos, béticos e lusitanos. Assim, surge a primeira província eclesiástica da Península.
Em 30 de dezembro de 465, Ascanio é feito metropolita pelo Papa Hilário. Em 6 de novembro de 516, ocorre o primeiro concílio provincial presidido pelo Arcebispo João, em que participaram vários bispos sufragâneos.
Entre 711 e 956, ocorre a invasão muçulmana, que deixa a arquidiocese sem atividades. Então, e até 1089, os arcebispos de Terragona não ficam na Sé, ficando subordinados à Arquidiocese de Toledo, a partir desse época, reconhecida como a Primaz da Espanha, até que o Papa Urbano II restabelece a Sé Arcebispal de Tarragona, que todavia, perde a sua primazia.
Em 1131, a cidade de Tarragona foi reocupada pelos cristãos, dessa forma, em 1148, o arcebispo Bernardo Tort passa a residir na Sé. Em 1154, o Papa Anastácio IV torna a arquidiocese novamente em metropolitana, indicando quais igrejas e dioceses passam a ser sufragâneas.
No século XIV, a arquidiocese, junto com Toledo e Zaragoza, tornam-se as principais arquidioceses da Catalunha. Em 1320, cria-se uma querela entre os arcebispos de Tarragona e Zaragoza com a Coroa de Aragão, pela nomeação de João de Aragão e Anjou, filho de Jaime II de Aragão, como arcebispo de Toledo, quando este quis entrar na cidade com a Cruz Arquiepiscopal como Primaz. João chegou a ser excomungado pelos arcebispos, mas após intervenção da Santa Sé, a excomunhão foi revertida e João acabou por não usar a Cruz.
Entre os séculos XV e XVII, ocorrem várias disputas por territórios e várias ordens religiosas instalam-se na região. Continuam as dicussões sobre a primazia na Península Ibérica, apesar de já se considerar a Arquidiocese de Braga como a Primaz das Espanhas.
Durante a invasão napoleônica na região, no século XIX, os exércitos franceses invadiram o palácio arquidiocesano e destruíram todos os arquivos existentes ali. Ainda nas discussões sobre quem seria o Primaz da Espanha, durante o Concílio Vaticano I, o arcebispo de Tarragona senta-se entre os primazes.
No decorrer da Guerra Civil Espanhola, as igrejas e os sacerdotes em Tarragona sofrem as consequências, sendo as igrejas destruídas e os clérigos, mortos. O Cardeal-Arcebispo Francisco de Asís Vidal y Barraquer exila-se na Suíça, de onde não retornaria à arquidiocese. Vidal y Barraquer recusou-se a assinar uma carta pastoral coletiva que legitimava a sublevação militar.

## Prelados

### Bispos
- 259 São Fructuoso de Tarragona
- 385 Himeri
- 402 Hilario
- 420 Ticia
- 465 Ascanio
- 465?  Emiliano

### Arcebispos
- 470-520 João
- 520-555 Sergi
- 560-580 Tranquil·lí
- ???  Eufemio
- 589-599 Artemio
- 599  Asiatic
- 610-632 Eusebio
- 633 Audax
- 635 Selva (?)
- 637-646 Protasio
- 645-668?  Faluax
- 668-688 Cebrián
- 693 Vera
- 711-?  São Próspero
- Invasão islâmica
- 956-? Cesáreo
- 970-971 Ato
- 1091-1099 Berenguer Sunifred de Lluçà
- 1118-1137 São Olegário
- 1143-1146 Gregorio, O.S.B.

Em 1154 a sé é elevada novamente a Arquidiocese Metropolitana pelo Papa Anastácio IV
- 1146-1163 Bernardo Tort
- 1163-1171 Hug de Cervelló
- 1171-1174 Guillem de Torroja
- 1174-1194 Berenguer de Vilademuls
- 1194-1198 Ramon de Castellterçol
- 1199-1215 Ramon de Rocabertí
- 1215-1233 Aspàreg de la Barca
- 1234-1239 Guillem de Montgrí (Administrador apostólico)
- 1238-1251 Pere d’Albalat
- 1251-1268 Benet de Rocabertí
- 1272-1287 Bernat d´Olivella, O.B.M.
- 1288-1308 Rodrigo Tello
- 1309-1315 Guillem de Rocabertí
- 1317-1327 Ximeno Martínez de Luna y de Alagón
- 1327-1334 João de Aragão e Anjou (Administrador Apostólico e Patriarca Latino de Alexandria)
- 1334-1346 Arnau Sescomes
- 1346-1357 Sancho López de Ayerbe, O.F.M.
- 1357-1380 Pere Clasquerí (também Patriarca Latino de Antioquia)
- 1388-1407 Ènnec de Vallterra
- 1407-1418 Pere de Sagarriga i de Pau
- 1419-1431 Dalmau de Mur y Cervelló
- 1431-1433 Gonzalo Fernández de Hijar
- 1434-1445 Domingo Ram i Lanaja, Cardeal
- 1445-1489 Pedro de Urrea (depois Patriarca Latino de Alexandria)
- 1490-1511 Gonzalo Fernández de Heredia y de Bardají
- 1512-1514 Alfonso de Aragón y Sánchez
- 1515-1530 Pedro Folc de Cardona
- 1531-1532 Lluís Folc de Cardona i Enríquez
- 1533-1558 Girolamo Doria, Cardeal
- 1560-1567 Ferran de Loaces i Peréz, O.P. (depois Patriarca Latino de Antioquia e Cardeal in pectore)
- 1567-1568 Bartolomé Sebastián Valero de Arroítia
- 1568-1575 Gaspar Cervantes de Gaeta, Cardeal
- 1575-1586 Antoni Agustín i Albanell
- 1587-1603 Joan Terés i Borrull
- 1604-1611 Juan Vich y Manrique de Lara
- 1613-1622 Joan de Montcada i Gralla
- 1624-1626 Juan de Hoces
- 1627-1633 Juan de Guzmán y Mendoza, O.F.M.
- 1633-1637 Antonio Pérez y Maxo, O.S.B.
- 1653-1663 Francisco de Rojas y Artés
- 1663-1679 Juan Manuel de Espinosa i Manuel, O.S.B.
- 1680-1694 Frei Josep Sanchíz i Ferrandiz, O.B.M.
- 1695-1710 Frei Josep Llinàs i Aznar, O.B.M.
- 1712-1719 Isidor de Bertran
- 1720-1721 Miquel Joan de Taverner i Rubí
- 1721-1728 Manuel de Samaniego y Jaca
- 1728-1753 Pere Copons i de Copons
- 1753-1762 Jaume de Cortada i de Bru
- 1763-1764 Llorenç Despuig i Cotoner
- 1764-1777 Juan Lario y Lanzis
- 1779-1783 Joaquín de Santiyán y Valdivielso
- 1785-1803 Frei Francesc Armanyà i Font, O.S.A.
- 1804-1816 Romualdo Antonio Mon y Velarde
- 1818-1819 Antonio Bergosa y Jordán
- 1820-1825 Jaume Creus i Martí
- 1826-1854 Antonio Fernando de Echanove y de Zaldívar
- 1857-1864 Josep Domènec Costa i Borràs
- 1864-1870 Francesc Fleix i Solans
- 1875-1878 Constantí Bonet i Zanuy
- 1879-1888 Benet Vilamitjana i Vila
- 1889-1911 Tomàs Costa i Fornaguera
- 1913-1918 Antolín López Peláez
- 1919-1943 Francisco Vidal y Barraquer, cardeal
- 1944-1948 Manuel Arce y Ochotorena, cardeal
- 1949-1970 Benjamin de Arriba y Castro, cardeal
- 1970-1983 Josep Pont i Gol
- 1983-1997 Ramon Torrella Cascante
- 1997-2004 Lluís Martínez Sistach
- 2004-2019 Jaume Pujol Balcells
- desde 2019 Joan Planellas i Barnosell